# Västerås Roedeers
I Västerås Roedeers sono una squadra di football americano di Västerås, in Svezia, fondata nel 1989.

## Dettaglio stagioni

### Tornei nazionali

#### Campionato

##### Superserien
| Stagione | regular season | regular season | regular season | regular season | regular season | regular season | playoff | playoff | playoff | playoff | playoff | playoff   | playoff    |
|          | Vin            | Par            | Per            | Tot            | PF             | PS             | Vin     | Per     | Tot     | PF      | PS      | risultato | avversaria |
| -------- | -------------- | -------------- | -------------- | -------------- | -------------- | -------------- | ------- | ------- | ------- | ------- | ------- | --------- | ---------- |
| 2015     | 1              | 0              | 9              | 10             | 135            | 421            | -       | -       | -       | -       | -       | -         | -          |
| Totale   | 1              | 0              | 9              | 10             | 135            | 421            | -       | -       | -       | -       | -       |           |            |

Fonti: Enciclopedia del Football - A cura di Roberto Mezzetti

##### Division 1 för damer (primo livello)/Superserien för damer
| Stagione | regular season | regular season | regular season | regular season | regular season | regular season | playoff | playoff | playoff | playoff | playoff | playoff    | playoff              |
|          | Vin            | Par            | Per            | Tot            | PF             | PS             | Vin     | Per     | Tot     | PF      | PS      | risultato  | avversaria           |
| -------- | -------------- | -------------- | -------------- | -------------- | -------------- | -------------- | ------- | ------- | ------- | ------- | ------- | ---------- | -------------------- |
| 2017     | 4              | 0              | 3              | 7              | 146            | 129            | 0       | 1       | 1       | 0       | 36      | Semifinale | Örebro Black Knights |
| 2018     | 2              | 0              | 4              | 6              | 41             | 144            | -       | -       | -       | -       | -       | -          | -                    |
| Totale   | 6              | 0              | 7              | 13             | 187            | 273            | 0       | 1       | 1       | 0       | 36      |            |                      |

Fonti: Enciclopedia del Football - A cura di Roberto Mezzetti

##### Division 1 för herrar
| Stagione | regular season | regular season | regular season | regular season | regular season | regular season | playoff | playoff | playoff | playoff | playoff | playoff   | playoff     |
|          | Vin            | Par            | Per            | Tot            | PF             | PS             | Vin     | Per     | Tot     | PF      | PS      | risultato | avversaria  |
| -------- | -------------- | -------------- | -------------- | -------------- | -------------- | -------------- | ------- | ------- | ------- | ------- | ------- | --------- | ----------- |
| 2017     | 2              | 0              | 4              | 6              | 109            | 108            | -       | -       | -       | -       | -       | -         | -           |
| 2018     | 2              | 0              | 4              | 6              | 43             | 111            | 0       | 1       | 1       | 0       | 54      | Wild Card | Ekeby Greys |
| 2019     | 0              | 0              | 6              | 6              | 10             | 217            | -       | -       | -       | -       | -       | -         | -           |
| Totale   | 4              | 0              | 14             | 18             | 162            | 436            | 0       | 1       | 1       | 0       | 54      |           |             |

Fonti: Enciclopedia del Football - A cura di Roberto Mezzetti

##### Division 1 för damer (secondo livello)
| Stagione | regular season | regular season | regular season | regular season | regular season | regular season | playoff | playoff | playoff | playoff | playoff | playoff     | playoff          |
|          | Vin            | Par            | Per            | Tot            | PF             | PS             | Vin     | Per     | Tot     | PF      | PS      | risultato   | avversaria       |
| -------- | -------------- | -------------- | -------------- | -------------- | -------------- | -------------- | ------- | ------- | ------- | ------- | ------- | ----------- | ---------------- |
| 2019     | 6              | 0              | 0              | 6              | 154            | 26             | -       | -       | -       | -       | -       | Campionesse | -                |
| 2020     | 4              | 0              | 0              | 4              | 126            | 0              | -       | -       | -       | -       | -       | Promosse    | [ 1 ]            |
| 2021     | 2              | 0              | 2              | 4              | 26             | 64             | 0       | 1       | 1       | 8       | 34      | Semifinale  | Göteborg Marvels |
| Totale   | 12             | 0              | 2              | 14             | 306            | 90             | 0       | 1       | 1       | 8       | 34      |             |                  |

Fonti: Enciclopedia del Football - A cura di Roberto Mezzetti

##### Division 2
| Stagione | regular season | regular season | regular season | regular season | regular season | regular season | playoff | playoff | playoff | playoff | playoff | playoff              | playoff              |
|          | Vin            | Par            | Per            | Tot            | PF             | PS             | Vin     | Per     | Tot     | PF      | PS      | risultato            | avversaria           |
| -------- | -------------- | -------------- | -------------- | -------------- | -------------- | -------------- | ------- | ------- | ------- | ------- | ------- | -------------------- | -------------------- |
| 2020     | 0              | 0              | 2              | 2              | 0              | 78             | -       | -       | -       | -       | -       | -                    | -                    |
| 2021     | 3              | 0              | 3              | 6              | 96             | 86             | 0       | 1       | 1       | 20      | 36      | Sconfitti al playoff | Gefle Red Devils     |
| 2022     | 3              | 0              | 3              | 6              | 119            | 135            | 0       | 1       | 1       | 0       | 14      | Sconfitti al playoff | Carlstad Crusaders B |
| Totale   | 6              | 0              | 8              | 14             | 215            | 299            | 0       | 2       | 2       | 20      | 50      |                      |                      |

Fonti: Enciclopedia del Football - A cura di Roberto Mezzetti

### Riepilogo fasi finali disputate
| Anno              | Luogo   | Evento                | Fase del torneo | Incontro                                 | Risultato |
| 1º luglio 2017    | Örebro  | Division 1 för damer  | Semifinale      | Örebro Black Knights - Västerås Roedeers | 36 - 0    |
| 18 agosto 2018    | Ekeby   | Division 1 för herrar | Wild Card       | Ekeby Greys - Västerås Roedeers          | 54 - 0    |
| 25 settembre 2021 | Kviberg | Division 1 för damer  | Semifinale      | Göteborg Marvels - Västerås Roedeers     | 34 - 8    |
| 23 ottobre 2021   | Gävle   | Division 2            | Semifinale      | Gefle Red Devils - Västerås Roedeers     | 36 - 20   |
| 10 settembre 2022 |         | Division 2            | Finale          | Carlstad Crusaders B - Västerås Roedeers | 14 - 0    |

## Palmarès
- 2 Campionati svedesi di secondo livello (2013[2], 2014[2])
- 2 Division I femminile (secondo livello) (2019, 2020[3])